# Ulrich Grauert
Ulrich Grauert (* 6. März 1889 in Berlin; † 15. Mai 1941 bei Saint-Omer) war ein deutscher Generaloberst der deutschen Luftwaffe im Zweiten Weltkrieg.

## Leben
Grauert trat am 13. März 1909 aus dem Kadettenkorps kommend als Fähnrich in das 1. Pommersche Feldartillerie-Regiment Nr. 2 der Preußischen Armee ein. Hier wurde er am 27. Januar 1910 zum Leutnant befördert und absolvierte in der Folge Kurse an der Feldartillerie-Schießschule in Jüterbog sowie an der Artilleriewerkstatt in Spandau. Nach Ausbruch des Ersten Weltkriegs kam Grauert als Ordonnanzoffizier zum Stab der 2. Feldartillerie-Brigade. Als Oberleutnant ließ er sich im März 1915 zum Flugzeugbeobachter ausgebildet und befehligte längere Zeit eine Kampfstaffel (Kasta). Nach dem Krieg war er Führer der Fliegerabteilung der Garde-Kavallerie-Schützen-Division, die gemeinsam mit verschiedenen Freikorps gegen die Spartakisten kämpfte. Da die Reichswehr keine Flugzeuge mehr besitzen durfte, kehrte Grauert 1920 in die Artillerie zurück und stieg bis 1933 zum Abteilungskommandeur auf.
Als im Dritten Reich mit dem geheimen Wiederaufbau einer Luftwaffe begonnen wurde, wurde Grauert wegen seiner fliegerischen Erfahrung in die neue Waffengattung übernommen und zum Abteilungsleiter im Reichsluftfahrtministerium ernannt. In dieser Stellung wurde er am 1. Oktober 1936 zum Generalmajor befördert. 1937 erfolgte seine Ernennung zum Höheren Fliegerkommandeur 2, aus dem ein Jahr später die 1. Fliegerdivision hervorging. Es folgte die Beförderung zum Generalleutnant am 20. April 1938.
Nach dem Überfall auf Polen wurde Grauerts Division zum I. Fliegerkorps aufgestockt, woraufhin er die Stellung eines Kommandierenden Generals erhielt und am 1. Oktober 1939 zum General der Flieger befördert wurde. Mit dieser Einheit nahm Grauert am Westfeldzug 1940 und an der Luftschlacht um England teil. Wie die meisten Kommandierenden Generale wurde er nach dem Sieg über Frankreich mit dem Ritterkreuz des Eisernen Kreuzes ausgezeichnet und am 19. Juli 1940 zum Generaloberst befördert.
Am 15. Mai 1941 befand sich Grauert mit seiner Junkers Ju 52 auf einem Inspektionsflug entlang der Kanalküste, als die Maschine von Piloten der No. 303 (Polish) Fighter Squadron der RAF entdeckt und abgeschossen wurde. Grauert kam dabei ums Leben. Er liegt auf dem Deutschen Soldatenfriedhof in Nampcel, Frankreich, begraben. Er war verheiratet mit Erika, Tochter des Generals Fritz von Loßberg.

## Auszeichnungen
- Eisernes Kreuz (1914) II. und I. Klasse[2]
- Ritterkreuz des Königlichen Hausordens von Hohenzollern mit Schwertern[2]
- Preußisches Militär-Flugzeugführer-Abzeichen[2]
- Orden der Eisernen Krone III. Klasse mit der Kriegsdekoration[2]
- Preußisches Militär-Flieger-Erinnerungs-Abzeichen[2]
- Wehrmacht-Dienstauszeichnung IV. bis I. Klasse
- Spange zum Eisernen Kreuz II. und I. Klasse
- Ritterkreuz des Eisernen Kreuzes am 29. Mai 1940[3]
- Flugzeugführer- und Beobachterabzeichen in Gold mit Brillanten